# Corymorpha bigelowi
Corymorpha bigelowi is een hydroïdpoliep uit de familie Corymorphidae. De poliep komt uit het geslacht Corymorpha. Corymorpha bigelowi werd in 1905 voor het eerst wetenschappelijk beschreven door Maas. 